# Matuzza Sankofa
Matuzza Sankofa (Itabira, 1992) é uma ativista brasileira, redutora de danos dentro da área da saúde, presidenta e co-fundadora da Casa Chama.

## Biografia
Matuzza Sankofa nasceu em Itabira em 1992. Realizou sua transição de gênero aos 27 anos, contudo se identifica como uma mulher negra trans desde os 14 anos, ano em que foi expulsa de casa e viveu em situação de rua até ser acolhida por instituições de menores em Belo Horizonte, onde viveu até os 18 anos.
Nessa altura começou a trabalhar como redutora de danos na Instituição BH de Mãos Dadas Contra as Drogas com foco na comunidade LGBTQI+, e posteriormente trabalhou no CAPES para movimentos sociais, contudo, em 2019 foi demitida na sequência da ascenção de ideologias de extrema direita com o governo de Bolsonaro. No mesmo ano se mudou para São Paulo, onde foi acolhida por Marcia Marci, uma das membras do colectivo Travas do Sul, do extremo sul da cidade.
Em São Paulo se torna a presidenta do Centro de Convivência É de Lei, precursor no Brasil, desde 1998, na promoção da redução de riscos e danos, sociais e à saúde, associados à política de drogas.
Em 2020 cofundou e assumiu a presidência da Casa Chama como empresa social, um espaço de articulação política e cultural para emancipação de pessoas transvestigêneres na cidade São Paulo.
Como presidenta coordena os projectos RESPIRE, PRD e Mulheridades com foco no restabelecimento de pessoas com dependência de drogas e atua na redução de danos para prevenção e transmissão de doenças e infeções sexualmente transmissíveis.
Mãe de uma criança, no ano de 2021 Matuzza escreveu um artigo para o Globo Celina, sobre os desafios da parentalidade trans.
No mesmo ano, no dia Internacional das Mulheres, junto de Erica Malunguinho conferenciou sobre políticas de resistência contra preconceitos e machismo, em que referiu:
| “ | Durante a pandemia, a cisgeneridade começou a viver o que a população trans vive, que é o medo de se socializar. As mulheres travestis e trans têm hackeado espaços para construir uma nova possibilidade de mundo e conseguimos eleger 30 pessoas trans nas últimas eleições, que não têm debatido apenas as questões trans. | ” |

Em 2023 reuniu-se com o Presidente do Senado para reivindicar medidas adequadas de apoio e proteção à comunidade LGTBQI+, onde declarou:
| “ | Viemos pela luta pelo Estatuto das Famílias, pela aprovação da criminalização da homofobia. Estamos lutando pelas pautas da comunidade LGBTI+ que historicamente é a mais violentada neste país, com expectativa de vida muito baixa, com 90% das pessoas trans na prostituição e alta evasão escolar. | ” |